# Jamaicoecia milleri
Jamaicoecia milleri är en insektsart som beskrevs av Max Beier 1962. Jamaicoecia milleri ingår i släktet Jamaicoecia och familjen vårtbitare. Inga underarter finns listade i Catalogue of Life.